# Sandrine Dumas
Pour les articles homonymes, voir Dumas.
Sandrine Dumas, née le 28 avril 1963 à Neuilly-sur-Seine est une comédienne et réalisatrice française. Elle est la fille de Jean-Louis Dumas et de Rena Dumas, architecte.

## Biographie
Sandrine Dumas est née à Neuilly-sur-Seine en 1963. Son père est Jean-Louis Dumas, ancien PDG du groupe Hermès et sa mère Rena (née Gregoriadès) Dumas (1937-2009), architecte d'origine grecque qui a fondé en 1972 à Paris « Rena Dumas Architecture Intérieure »,. Elle est la sœur de Pierre-Alexis Dumas.
Après avoir étudié au Cours Lecoq, elle commence une carrière de comédienne, d’abord au cinéma avec, entre autres, Mehdi Charef, Robert Altman, Ermanno Olmi, Milos Forman et Diane Bertrand, puis au théâtre avec Pierre Pradinas, Isabelle Nanty et Étienne Bierry.
En 2003, elle réalise son premier court métrage Le Garde du corps qui remporte le prix spécial du jury au Festival de Berlin en 2004, ainsi que le prix du public de Digne.

## Filmographie

### Cinéma

#### Longs métrages
- 1984 : Liste noire d'Alain Bonnot : Nathalie Dufour
- 1985 : Le Thé au harem d'Archimède de Mehdi Charef : Anita
- 1986 : États d'âme de Jacques Fansten : Marie
- 1987 : L'Homme voilé de Maroun Bagdadi : Julie
- 1987 : Beyond Therapy de Robert Altman : Cindy
- 1987 : Accroche-cœur de Chantal Picault : Sara
- 1988 : La Légende du saint buveur (La Leggenda del santo bevitore), d'Ermanno Olmi : Gaby, Lion d'or du festival de Venise
- 1989 : Valmont de Miloš Forman : Martine
- 1989 : La Valse des pigeons de Michaël Perrotta : Manu
- 1991 : Sushi Sushi de Laurent Perrin : Claire
- 1991 : La Double Vie de Véronique de Krzysztof Kieślowski : Catherine
- 1992 : Écrans de sable de Randa Chabal-Sebbag
- 1994 : Comme deux crocodiles (Come due coccodrilli), de Giacomo Campiotti : Claire
- 1996 : Caméléone de Bernard Cohen
- 1997 : Le temps de l'amour de Giacomo Campiotti
- 2007 : Hellphone de James Huth
- 2008 : Baby Blues de Diane Bertrand
- 2008 : 48 heures par jour de Catherine Castel : Lucie Guérin
- 2009 : Le Père de mes enfants de Mia Hansen-Løve : Valérie
- 2010 : L'Arbre et la Forêt de Olivier Ducastel et Jacques Martineau : Elisabeth
- 2013 : Tu honoreras ta mère et ta mère de Brigitte Roüan : Lucille
- 2014 : Terre Battue de Stéphane Demoustier
- 2017 : Un beau soleil intérieur de Claire Denis : Ariane
- 2017 : Maya de Mia Hansen-Løve : l'amie de Frédéric
- 2023 : La Petite de Guillaume Nicloux : La commissaire-priseuse
- 2024 : Pan to Mime de Michel Zumpf

#### Courts métrages
- 1992 : Ménage de Pierre Salvadori, Prix Canal +, Prix du Jury jeune Festival Brest 1992
- 2007 : L'Arbre d'Hugo de Yoann de Montgrand

### Télévision
- 1984 : Saute ma puce de Patrick Jamain
- 1985 : La Chambre d'Ami de Caroline Huppert
- 1989 : Meurtres en douce de Patrick Dromgoole
- 1992 : Le Don de David Delrieux
- 1992 : Terre Brulée de Chantal Picault
- 1996 : Souhaitez-moi bonne chance de Jérôme Boivin
- 2001 : Avocats et associés d'Alexandre Pidoux
- 2011 : Chez Maupassant : Boule de suif de Philippe Bérenger : La comtesse de Bréville
- 2011 : Les Faux-monnayeurs de Benoît Jacquot : Pauline

### Réalisatrice
- 2004 : Le Garde du corps (court métrage, avec Martin Buisson et Morgane Montoriol) - Prix spécial du jury section panorama festival de Berlin 2004 - Prix du public au festival de Digne-les-bains - Prime à la qualité du C.N.C
- 2011: L'Invention des jours heureux avec Katia Golubeva, Tien Shue, Yanan Li, Prix du Public au Festival International du film de femmes, Prime à la Qualité CNC, sélectionné au Festival de Busan en Corée
- 2015 : Nostos, sélectionné notamment au Festival de documentaire de Thessalonique 2016 et 2e Prix du Jury, Prix de la critique et Prix de la photo au Festival de Chalkida 2016
- 2019 : On ment toujours à ceux qu'on aime avec Monia Chokri, Jérémie Elkaïm, Marthe Keller, Géraldine Martineau, Alex Descas

### Clip
- On peut l'apercevoir dans le clip vidéo Jodie du groupe pop des Innocents réalisé en 1987.

### Metteur en scène
- 2004 - 2005 : Chère Maître avec Marie-France Pisier et Thierry Fortineau
- 2005 : Transatlantic Affairs avec Marie-France Pisier
- 2006 : Présentation du thème : La danse - concept et mise en scène pour Hermès
- 2011 : Présentation du thème : Le temps - concept et mise en scène pour Hermès

### Auteur
- 2007 : La téléspectatrice, Pavillon rouge production

## Théâtre
- 1985 : Les Gens d'en face de Hugh Whitemore, mise en scène Jonathan Critchley, Théâtre Montparnasse
- 1988 : La Mouette, mise en scène par Pierre Pradinas
- 1990 : Maison de poupée, mise en scène par Isabelle Nanty
- 1991 : Morituri de G. De Kermabon, Théâtre National de Chaillot, Théâtre Djighite
- 1991 : Armada, mise en scène par Simone Amouyal, Théâtre le Sorano - Toulouse
- 1993 : Un captif amoureux, mise en scène par Simone Amouyal, Théâtre du Volcan - Havre
- 1993 : L'Avenir dure longtemps, mise en scène de Alain Milianti, Théâtre du Volcan
- 1993 : Harouin, la Mer des histoires, mise en scène de Jérôme Antkins, Théâtre du Volcan - Havre
- 1994 - 1995 : Golden Joe, mise en scène de Gérard Vergez, Théâtre de la Porte St Martin
- 1996 : L'Argent du beurre, mise en scène d'Étienne Bierry, Théâtre de Poche Montparnasse
- 1997 : Les Affaires du Baron Laborde ou Comment vendre du vent de Simone Amouyal, Théâtre du Gymnase - Marseille, Tournée
- 1998 : Sallinger de Bernard Marie Koltes, mise en scène de Michel Didym

### Mise en scène
- 2005 - 2006 : Love Letters, pièce de théâtre américaine d'Albert Ramsdell Gurney, adaptation française de Claude Baignères et Anne Tognetti jouée en 2005 par Philippe Noiret et Anouk Aimée[5].

## Distinctions
- 2004, Prix spécial du Jury au Festival de Berlin, Prix du public au Festival de Dignes-les-Bains, Prime à la qualité du CNC pour Le Garde du corps
- Globes de Cristal 2006 : meilleure pièce de théâtre Love Letters
- Prix du Public au Festival de Femmes de Créteil en 2011 pour L'Invention des jours heureux
- 2016, 2e Prix du Jury, Prix de la critique et Prix de la photo au Festival de Chalkida pour Nostos